# Dolmen de Kermorvant
Le dolmen de Kermorvant est un dolmen situé à Moustoir-Ac, dans le Morbihan en France.

## Localisation
L'édifice est situé au sud-ouest du bourg de Mousoir-Ac, à environ, à vol d'oiseau, 200 m au nord-est du hameau de Kermorvant et 360 m au nord-ouest du hameau du Resto.

## Historique
Le tumulus a été endommagé lors de la construction de la route voisine en 1963. L'édifice est classé au titre des monuments historiques par arrêté du 4 octobre 1965.

## Description
Le dolmen est orienté nord-nord-ouest/sud-sud-est. Son architecture reste imprécise, il pourrait s'agir d'un dolmen simple si l'on considère que le monument actuellement visible est complet. La chambre est délimitée par quatre orthostates supportant une unique table de couverture de 3 m de long sur 2,60 m de large et 0,50 m d'épaisseur.